# Referéndum constitucional de San Vicente y las Granadinas de 2009
El referéndum constitucional de San Vicente y las Granadinas de 2009 tuvo lugar el 25 de noviembre del mencionado año.  Se trató de una consulta popular cuyo objetivo era preguntar a los votantes si aprobaban o rechazaban una nueva constitución, la cual reemplazaría al texto constitucional vigente desde la independencia en 1979. Entre los principales puntos de la reforma constitucional se encontraba la destitución de Isabel II del Reino Unido como jefa de estado en virtud de la monarquía de la Mancomunidad de Naciones vigente en el país, y su reemplazo por una república parlamentaria con un presidente local no ejecutivo.
El gobierno de Ralph Gonsalves, del socialista Partido de la Unidad Laborista, hizo una abierta campaña por la opción «Sí», mientras que la oposición, liderada por el conservador y monarquista Nuevo Partido Democrático, que originalmente había apoyado el proyecto, hizo una dura campaña por el «No», cuestionando la reforma como un intento de fortalecer el control institucional del gobierno sobre las instituciones nacionales y debilitar la democracia. La oposición atacó los crecientes vínculos entre Gonsalves y los gobiernos de Fidel Castro en Cuba y Hugo Chávez en Venezuela, ambos presidentes ejecutivos, y cuestionó la posibilidad de que el referéndum fuera un paso para instalar un gobierno presidencialista en el país insular, algo que Gonsalves negó. La nueva constitución, que debía obtener al menos dos tercios de los votos para ser ratificada, fue holgadamente rechazada con un triunfo del 56,81% para la opción «No» sobre el 43,19% de votos por el «Sí». La participación fue relativamente baja, con un 53,48% de los votantes registrados emitiendo sufragio. Fue el quinto intento fracasado de desmantelar la monarquía de la Mancomunidad de Naciones en un país por referéndum (después de Gambia en 1965, Tuvalu en 1986, Australia en 1999 y nuevamente Tuvalu en 2008).
El triunfo del «No» fue tomado como la primera derrota política para el gobierno del ULP, que había sido la formación más votada en todos los procesos electorales desde 1998, y se consideró un indicio para una inminente victoria del NDP en los comicios de 2010. De acuerdo con comentaristas políticos, la campaña se polarizó totalmente entre el oficialismo y la oposición y terminó desmarcándose de la cuestión constitucional, sin que la derrota de la reforma o la baja participación indicaran un apoyo real de la población a la monarquía. No obstante, trece meses después del referéndum, el ULP ganó las siguientes elecciones generales por escaso margen.

## Resultados
|  | 56.81 % |

|  | 43.19 % |

|  | 98.81 % |

|  | 1.19 % |

|  | 100.00 % |

|  | 53.48 % |